# 인도 문화권
인도 문화권(印度文化圈, 영어: Greater India, Indian cultural sphere, Indic world)은 언어학자 제임스 매티소프가 제기한 개념으로, 인도를 중심으로 인도의 언어·문화적 영향을 받은 지역을 말한다. 남아시아와 동남아시아 지역이 인도 문화권에 속하며, 이들은 자국어의 고급어휘를 산스크리트어와 같은 인도어로부터 다수 차용하고 있는 점, 인도에서 파생된 문자를 사용하는 점, 힌두교 및 불교 등의 종교적 영향, 인도 문화의 영향 등의 공통점을 지니고 있다.

## 같이 보기
- 로마-인도 무역 관계